# 佐賀県指定文化財一覧
佐賀県指定文化財一覧（さがけんしていぶんかざいいちらん）は佐賀県指定の文化財や史跡等を一覧形式でまとめたものであるが、全てを掲載しているわけではない。
2017年6月28日時点で、佐賀県指定文化財は316件。内訳は、有形文化財224件（建造物20件、美術工芸品114件（絵画19件、工芸品41件、書跡・典籍4件、彫刻28件、歴史資料12件、古文書10件）、考古資料90件）、無形文化財2件、民俗文化財28件（有形民俗文化財9件、無形民俗文化財19件）、記念物62件（史跡47件、天然記念物15件）。

## 有形文化財

### 建造物
| - 香椎神社四脚門〔佐賀市〕 - 鹿島城赤門及び大手門〔鹿島市〕 - 若宮八幡宮神殿〔多久市〕 - 竹崎観音石造三重塔〔太良町〕 - 石造肥前鳥居〔唐津市・室園神社〕 | - 石造肥前鳥居〔小城市・牛尾神社〕 - 石造肥前鳥居〔神埼市・櫛田宮〕 - 石造肥前鳥居〔佐賀市・本庄神社〕 - 石造眼鏡橋〔嬉野市・八天神社〕 - 星巌寺楼門・御霊屋〔小城市〕 | - 銅造明神鳥居〔佐賀市・大堂神社〕 - 祐徳稲荷神社境内社命婦社 - 有田異人館〔有田町〕 - 旧三菱合資会社唐津支店本館〔唐津市〕 - 実相院仁王門〔佐賀市〕 | - 与止日女神社西門〔佐賀市〕 - 高伝寺釈迦堂〔佐賀市〕 - 旧中尾家住宅 主屋〔唐津市〕 - 石造肥前鳥居〔白石町・稲佐神社〕 |

### 絵画
- 絹本著色八字文殊菩薩騎獅図 - 誕生院（鹿島市）に伝わる文殊菩薩図、南北朝時代の制作と推定。佐賀県立博物館所蔵。
- 絹本著色普賢延命菩薩騎象像 - 実相院（佐賀市大和町）に伝わる普賢延命菩薩図、南北朝時代の制作と推定。佐賀県立博物館所蔵。
- 紙本著色福満寺古図 - 福満寺（佐賀市北川副町）に伝わる伽藍図で、室町時代末期から安土・桃山時代の制作と推定。
- 両界曼荼羅図 - 妙覚寺（多久市）に伝わる両界曼荼羅図、佐賀県立博物館所蔵。
- 絹本著色阿弥陀八大菩薩像 -広福寺（武雄市）に伝わる、 阿弥陀如来と八大菩薩を配した図で、13世紀高麗時代制作の伝来品と推定。佐賀県立博物館所蔵。
- 絹本墨画淡彩善財童子歴参図 - 広福寺（武雄市）に伝わる、『華厳経入法界品』のうち3景を描いたもので、16世紀李朝時代制作の伝来品と推定。佐賀県立博物館所蔵。
- 絹本墨画淡彩楊柳観音像 - 広福寺（武雄市）に伝わる、『華厳経入法界品』の1景、善財童子が補陀落山へ観音菩薩を訪ねる場面を描いたもので、16世紀李朝制作の伝来品と推定。佐賀県立博物館所蔵。
- 絹本著色釈迦三尊及び比丘像 - 広福寺（武雄市）に伝わる釈迦三尊像で、16世紀李朝制作の伝来品と推定。佐賀県立博物館所蔵。
- 絹本著色閑室元佶像 - 徳川家康に仕えるなど政治・文化に影響のあった閑室元佶の、1612年（慶長17年）頃制作と推定される肖像画で、氏が中興開山である三岳寺（小城市）に伝わる。
- 千栗八幡宮縁起絵 - 千栗八幡宮に伝わる縁起絵2幅で、神功皇后の三韓征伐から応神天皇の誕生までを描いた八幡縁起と、同社の草創縁起および境内図からなり、建物などから1589年 - 1595年頃の制作と推定。
- 紙本著色竜造寺隆信像 - 戦国末期に肥前を治めた竜造寺隆信の半僧半俗の肖像画で、鍋島直茂が宗龍寺（佐賀市）に寄進したものと伝わる。1588年（天正16年）から17世紀初頭の制作と推定。佐賀県立博物館所蔵。
- 釈迦・迦葉・阿難図 狩野探幽筆 - 佐賀藩初代藩主鍋島勝茂が鍋島家菩提寺である高伝寺のため狩野探幽に依頼して描かせた仏画で、釈迦立像・迦葉坐像、阿難坐像が配されている。高伝寺所蔵。
- マンドリンを持つ少女 百武兼行筆 - 明治初期の洋画家百武兼行が1879年（明治12年）にパリで描いた作品。レオン・ボナに師事した影響から民族衣装がスペイン風に描かれている。鍋島報效会所蔵。
- 山水図襖 谷文晁筆 - 江戸後期の日本画家谷文晁の山水図。1820年（文政3年）制作。佐賀県立博物館所蔵。
- 矢調べ 岡田三郎助筆 - 明治から昭和初期の洋画家岡田三郎助の作。岡田のフランス修行以前の代表作とされ、明治20年代の画風を表す。画塾大幸館の卒業制作として1893年（明治26年）に描かれた作品で、第6回明治美術展（1893年）の出展作。佐賀県立博物館所蔵。
- 見瀧寺縁起絵 - 鍋島勝茂が再興した見瀧寺（小城市）の縁起絵で、見瀧寺の子院である宝地院（小城市）に伝わる。
- 高僧像 狩野孝信筆 - 狩野孝信の作。高良山（久留米市）伝来とも伝わるため天台宗の高僧を描いたものと考えられる。
- 鍋島元武像（金粟元明像） - 小城藩3代藩主鍋島元武の18歳から39歳まで肖像画計7点。それぞれ画風が異なり、黄檗美術の複数の絵師の制作と考えられる。元武が開山である玉毫寺（小城市）の所蔵。
- 裸婦 岡田三郎助筆 - 洋画家岡田三郎助の油彩画で、椅子にもたれて座る裸婦を鮮やかな色彩で描く。1935年（昭和10年）の作で、個人が所有していたが、2013年に佐賀県立博物館が購入した。

## 無形文化財

### 工芸技術
- 名尾手漉和紙

## 民俗文化財

### 無形の民俗文化財
| - 仁比山神社の御田舞〔神埼市〕 - 四阿屋神社の御田舞〔鳥栖市〕 - 脇野の大念仏〔伊万里市・青幡神社〕 - 音成の面浮立〔鹿島市・天子神社〕 - 両岩の小浮立〔嬉野市・両岩神社〕 | - 三重の獅子舞〔佐賀市・新北神社〕 - 市川の天衝舞浮立〔佐賀市・諏訪神社〕 - 太神楽〔神埼市・櫛田神社〕 - かんこ踊〔武雄市・八幡神社〕 - 府招浮立〔伊万里市・権現社〕 | - 竹崎鬼祭の童子舞〔太良町・竹崎観世音寺〕 - 高志狂言〔神埼市・高志神社〕 - 川原狂言〔太良町〕 - 米多浮立〔上峰町・老松神社〕 - 広瀬浮立〔唐津市・天山神社〕 | - 母ヶ浦の面浮立〔鹿島市・鎮守神社〕 - 真手野の舞浮立〔武雄市・竹内神社〕 - 多久聖廟釈菜〔多久市〕 |

### 有形の民俗文化財
| - 唐津曳山〔唐津市〕 - 小川島鯨見張所 | - 荒踊絵馬〔武雄市・鳥海天満宮〕 - 櫛田宮神幸祭絵馬〔神埼市・櫛田宮〕 | - 野井原上組の水車〔唐津市〕 - 大堂神社奉納北前型弁才船模型 | - 佐賀県内農耕生活用具 - 面浮立絵馬 |

## 記念物

### 史跡
| - 船塚〔佐賀市〕 - 伊勢塚〔神埼市〕 - 鵜殿石仏群〔唐津市〕 - 大願寺廃寺跡〔佐賀市〕 - 寺浦廃寺塔跡ならびに礎石〔小城市〕 - 関行丸古墳〔佐賀市〕 - 島田塚〔唐津市〕 - 伊東玄朴旧宅〔神埼市〕 - 姫方遺跡〔みやき町〕 - 剣塚〔鳥栖市〕 - 庚申堂塚〔鳥栖市〕 - 小島古墳〔伊万里市〕 | - 姫塚〔小城市〕 - 龍王崎古墳群〔白石町〕 - 鬼塚〔鹿島市〕 - 保四郎窯跡〔多久市〕 - 潮見古墳〔武雄市〕 - 矢ノ浦古墳〔武雄市〕 - 筒江窯跡〔武雄市〕 - 二塚山五本谷遺跡〔上峰町〕 - 白蛇山岩陰遺跡〔伊万里市〕 - 船石遺跡〔上峰町〕 - 小樽2号窯跡〔有田町〕 - 茅ノ谷1号窯跡〔伊万里市〕 | - 赤坂古墳〔鳥栖市〕 - 姫方前方後円墳〔みやき町〕 - 玉島古墳〔武雄市〕 - 堤土塁跡〔上峰町〕 - 獅子城跡〔唐津市〕 - 茶筅塚古墳〔小城市〕 - 高柳大塚〔みやき町〕 - 権現山前方後円墳及び2号墳（円墳）〔小城市〕 - 円山古墳〔小城市〕 - 多蛇古古墳（1号墳）〔武雄市〕 - 妻山古墳群4号墳〔白石町〕 - 吉野ヶ里遺跡〔神埼市〕 | - 岸岳城跡〔唐津市〕 - 小隈山古墳〔佐賀市〕 - 道祖谷古墳〔白石町〕 - 高志神社遺跡〔神埼市〕 - 千栗土居〔みやき町〕 - 佐賀城跡〔佐賀市〕 - 瓢塚古墳〔唐津市〕 - 岸岳古窯跡（道納屋窯跡）〔唐津市〕 - 仁田埴輪窯跡〔唐津市〕 |

### 天然記念物
| - 佐嘉城阯の楠〔佐賀市〕 - 小川内の杉〔吉野ヶ里町〕 - 唐泉山の椎の天然林〔嬉野市〕 - 与賀神社の楠〔佐賀市〕 | - 白角折神社の楠〔神埼市〕 - 海童神社の楠〔白石町〕 - 稲佐神社の楠〔白石町〕 - 青幡神社の楠〔伊万里市〕 | - 相浦の球状閃緑岩〔多久市〕 - 加部島暖地性植物群落〔唐津市〕 - 切木のボタン〔唐津市〕 - 大聖寺のまき〔武雄市〕 | - 東山代の明星桜〔伊万里市〕 - 弁天島の呼子岩脈群〔唐津市〕 - 早里のイスノキ〔伊万里市〕 - 新北神社のビャクシン〔佐賀市〕 |